# Tam, gdzie rosną poziomki

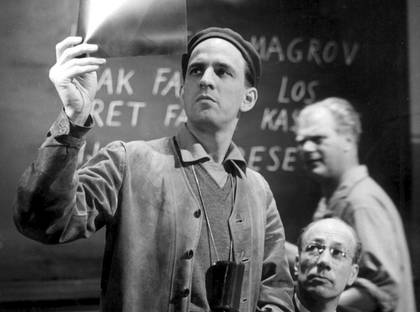
Ingmar Bergman w czasie pracy nad filmem

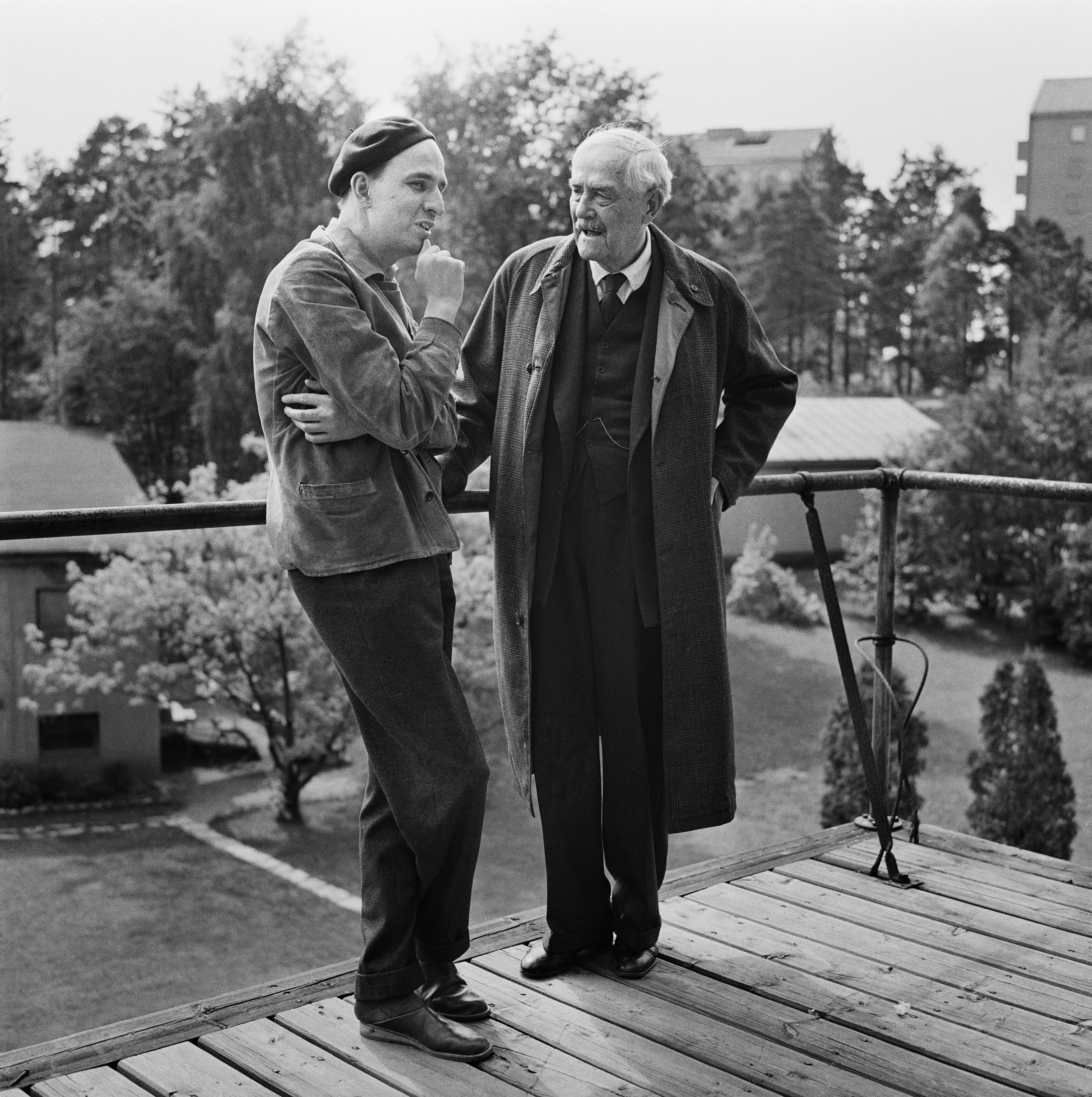
Ingmar Bergman i Victor Sjöström, 1957

Tam, gdzie rosną poziomki (szw. Smultronstället) – dramat produkcji szwedzkiej z 1957 nakręcony przez Ingmara Bergmana. W Polsce na duży ekran wszedł po raz pierwszy w roku 1960, ponownie dystrybuowany od 13 października 2006.
W roku 1995, w stulecie narodzin kina, obraz Bergmana znalazł się na watykańskiej liście 45 filmów fabularnych, które propagują szczególne wartości religijne, moralne lub artystyczne.

## Opis fabuły
Film przedstawia podróż profesora Isaka Borga ze Sztokholmu do Lund w celu uroczystego uczczenia jubileuszu 50. rocznicy uzyskania uprawnień lekarskich. Trasa pokonywana samochodem jest również okazją do sentymentalnej podróży starzejącego się profesora w przeszłość oraz ukazania trudnych relacji z najbliższymi. Jest próbą pogodzenia się wiekowego człowieka ze wspomnieniami, błędami z przeszłości i strachem przed śmiercią.
Dzieło operuje poetyką drogi i wędrówki, ale przeradza się w opowieść o duchowej pielgrzymce w poszukiwaniu sensu życia, o medytacji na temat wiary i śmierci, przemijania młodości, istoty wieczności, akceptacji i pojednania. Biograf Bergmana, Marianne Höök, wskazała, że bohater przechodzi w filmie wszystkie elementy katolickiej spowiedzi, od rachunku sumienia, przez żal za grzechy i zadośćuczynienie, do przebaczenia.

## Obsada
- Victor Sjöström – profesor Isak Borg
- Bibi Andersson – Sara
- Ingrid Thulin – Marianne Borg
- Gunnar Björnstrand – Evald Borg
- Jullan Kindahl – Agda, służąca profesora
- Folke Sundquist – Anders
- Gunnar Sjöberg – Sten Alman
- Max von Sydow – Henrik Åkerman
- Naima Wifstrand – matka profesora
- Gertrud Fridh – Karin, żona profesora
- Sif Ruud – ciotka Olga
- Gunnel Broström – pani Alman
- Åke Fridell – kochanek Karin
- Björn Bjelfvenstam – Viktor
- Yngve Nordwall – wuj Aron
- Per Sjöstrand – Sigfrid Borg
- Gio Petré – Sigbritt Borg
- Gunnel Lindblom – Charlotta Borg
- Maud Hansson – Angelica Borg
- Ann-Marie Wiman – Eva Åkerman
- Eva Norée – Anna Borg
- Lena Bergman – Kristina Borg, bliźniaczka
- Monica Ehrling – Birgitta Borg, bliźniaczka
- Peder Hellman – dziecko Sigbritt
- Ulf Johansson – ojciec Isaka
- Göran Lundquist – Benjamin Borg
- Wulff Lund
- Gunnar Olsson
- Vendela Rudbäck – Elisabeth, pomoc domowa
- Per Skogsberg – Hagbart Borg
- Helge Wulff – kierowniczka

## Interpretacja
Wielopoziomowa narracja, odwołująca się do świata snu i wspomnień, oraz postać Victora Sjöströma odtwarzającego główną rolę pozwala doszukiwać się w filmie hołdu dla tradycyjnej kinematografii szwedzkiej, w tym Furmana śmierci z roku 1921. Zauważalne są również inspiracje twórczością Alfa Sjöberga, objawiające się zachwianiem struktury czasu, chronologii wydarzeń. Dzieło Bergmana, często interpretowane przez krytykę doszukującą się w nim dzieła symbolicznego o faustowskiej wymowie, jest obrazem wyjątkowym, ostatnim, w którym twórca zastosował tak skomplikowane zabiegi formalne. Oryginalny tytuł filmu, Smultronstället, stał się inspiracją do nazwania szwedzkiej sieci kin studyjnych.

## Nagrody
- 1958: Victor Sjöström otrzymał Nagrodę FIPRESCI w Berlinie
- 1958: Ingmar Bergman otrzymał Złotego Niedźwiedzia w Berlinie
- 1959: Victor Sjöström nominowany do nagrody BAFTA jako najlepszy aktor
- 1959: film nominowany do nagrody BAFTA jako najlepszy film
- 1960: Ingmar Bergman nominowany do Oscara za najlepszy scenariusz oryginalny
- 1960: Złoty Glob za najlepszy film zagraniczny